# 스타필드 코엑스몰
스타필드 코엑스몰(Starfield COEX Mall)은 대한민국 서울특별시 강남구 삼성동에 위치한 아시아 최대의 지하쇼핑공간이다. 멀티플렉스 영화관인 메가박스와 테마형 수족관을 포함해서, 쇼핑에서 외식, 엔터테인먼트에서 문화체험까지 고루 아우르는 복합문화공간이다.
스타필드 코엑스몰이 위치한 한국종합무역센터의 전체 연면적은 1,212,507m2이다. 무역센터 상업 시설 총 면적은 463,994m2이다. 총 점포수는 약 1150여개이다.
이중 코엑스몰이라고 할 수 있는 매장 면적은 약 182,675m3(임대면적 기준)이며 임대점포 수는 약 460여개이다. 주요 점포로는 메가박스, 코엑스 아쿠아리움, 영풍문고, 자라, 유니클로, 스타벅스 등이 있다.
'세상에서 가장 큰 아이', '쓱데이 페스티벌', 'LG U+ 3쿠션 마스터스 대회'등을 개최한 이력이 있다.
2013년 3월부터는 전시장과 더불어 전체 리노베이션에 착수하여 2014년 11월 그랜드 오픈했다.
2016년 12월부터 신세계그룹이 10년간 운영권을 따내어 현재의 이름으로 변경되었다.
2020년 코로나 여파로 힘들어진 패션 브랜드들과 함께 '코로나19 상생 특별전'을 열어 패션 브랜드들의 어려움 해소에 보탬이 되었다.

## 역사
스타필드 코엑스몰은 2000년 5월 3일에 전면 개장하였고, 한국무역협회는 5월 3일 11시 개관식을 가진 뒤 일반에 개방하였다.
뒤이어, 코엑스몰 메가박스 시네플렉스가 당시 동양 최대의 규모인 4천 336석 규모로 2000년 5월 13일 개장하였다.
2013년부터 2014년까지 전면적으로 리모델링 하였다. 2016년부터 12월부터 신세계 그룹이 10년간 운영권을 따내어 '스타필드 코엑스몰'로 변경되었다.

## 별마당도서관

코엑스 별마당도서관 전경

별마당도서관은 코엑스몰 센트럴플라자에 총면적 2,800m2, 2개 층으로 들어선 무료도서관이다. 인스타그램에는 별마당도서관을 주제로 한 콘텐츠가 하루 평균 300개 가까이 올라오고, 관련 콘텐츠 수가 7만5천건을 넘어섰다.
휴식과 만남, 그리고 책을 주제로 소통하는 문화 감성 공간으로 누구나 무료로 이용할 수 있다. 말그대로 독서를 하거나, 누구를 기다리는 장소로 이용되고 있다.
멈춤, 비움, 채움, 기쁨을 강조한 별마당 도서관은 약 850평의 복층 구조로 되어있다. 약 7만여권의 장서를 갖추고 있으며 1층에는 문학/인문학, 지하 1층에는 취미/실용 관련 서적이 있고, 외국 원서, 유명인의 서재, 아이패드로 볼 수 있는 E-Book, 해외 잡지까지 총 4백여종의 잡지가 코너별로 구비되어 있다

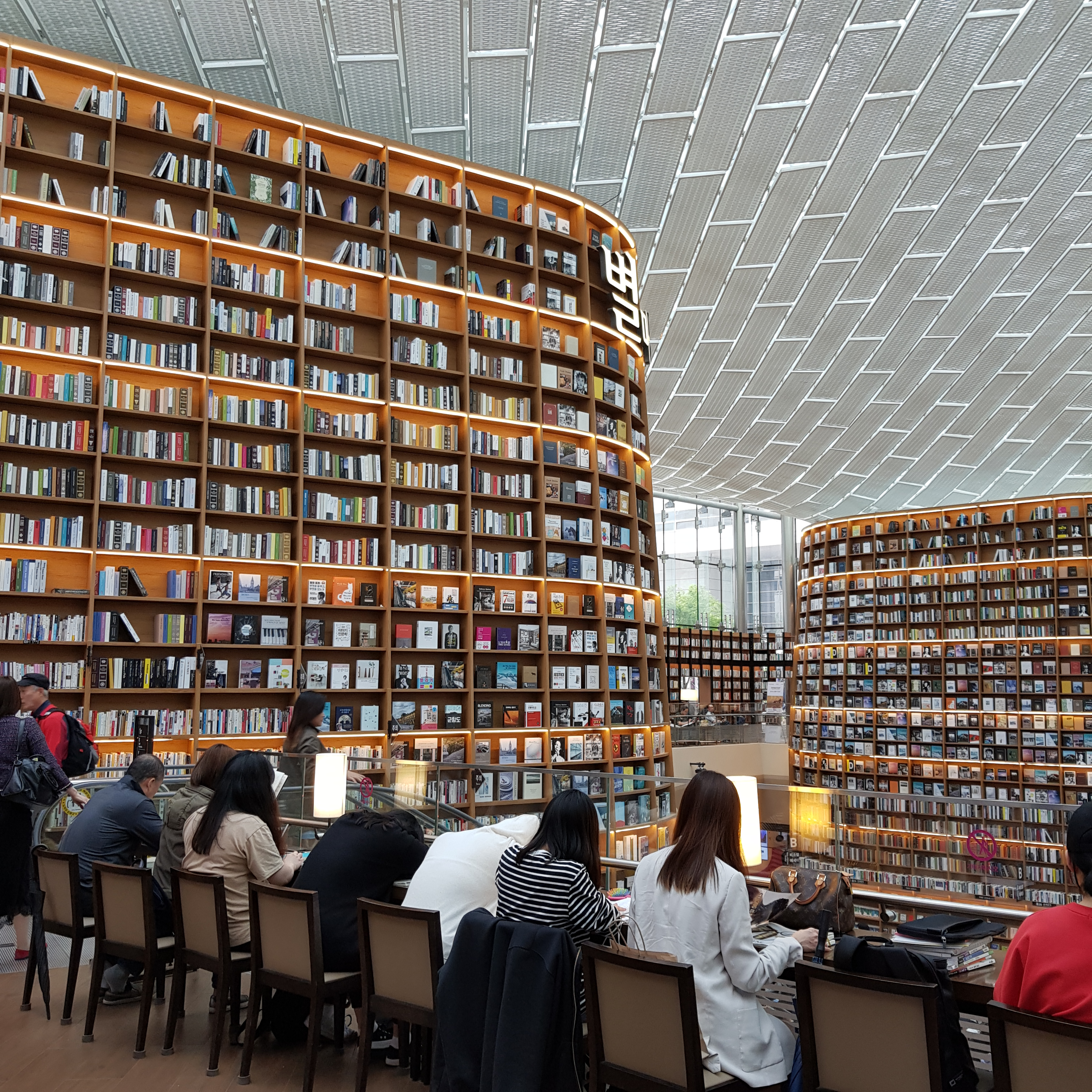
별마당 도서관 2층

이 외에도 저자들과 직접 만나는 작가 토크쇼와 시 낭송회, 이 시대의 지성과 명사를 초청하는 강연회 및 음악이 함께 하는 북콘서트 등 책을 주제로 한 다채로운 문화 행사가 이루어진다.

## 대중문화
- 2017년 GMA 일일연속극 - 한국인 자기야

## 교통
- ● 서울 지하철 2호선 삼성역 5, 6번 출구와 직결 통로.
- ● 서울 지하철 9호선 봉은사역 7번 출구와 직결 통로.

## 사진

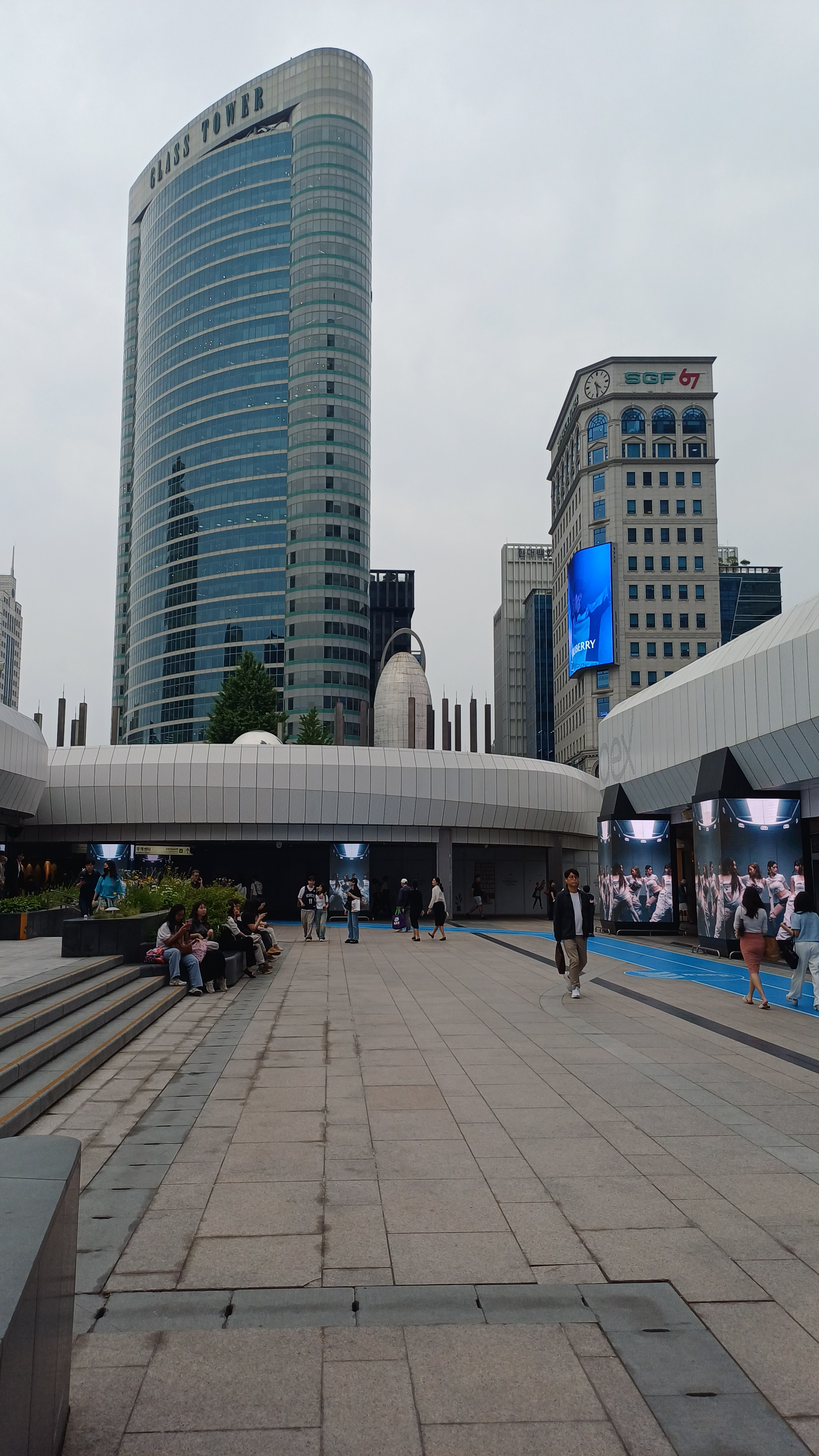
스타필드 코엑스몰 부근(삼성역 방향)
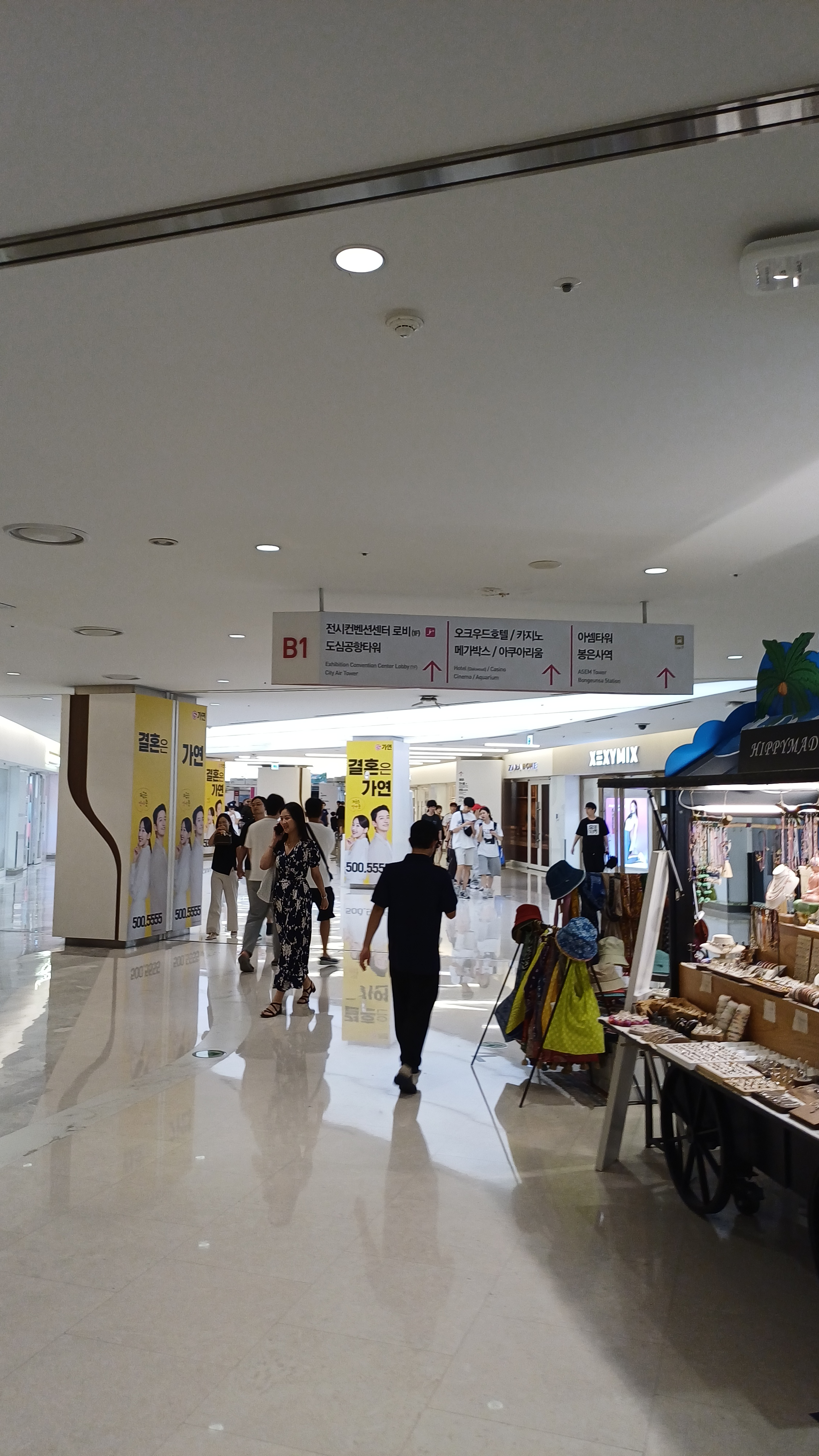
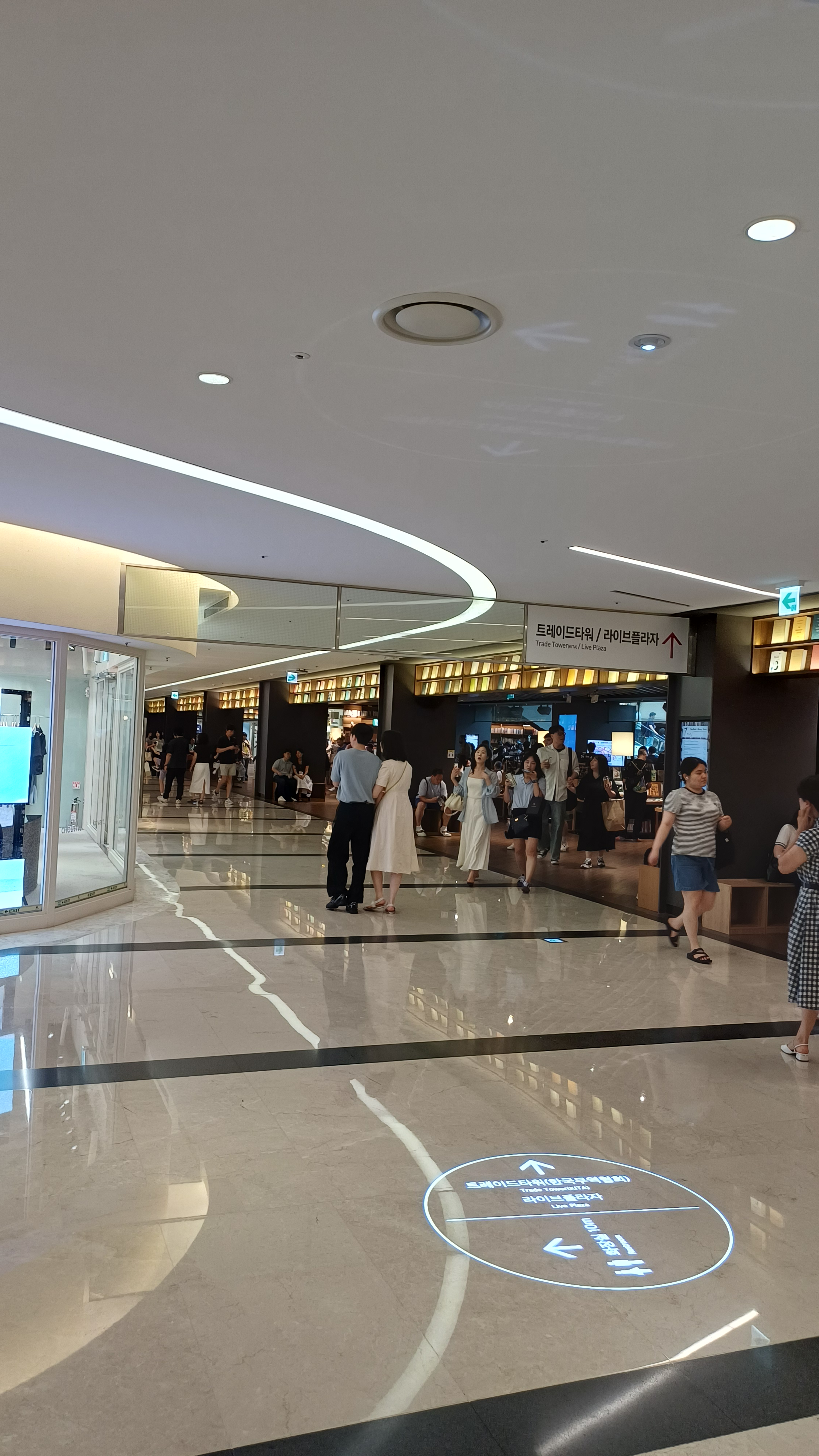
별마당도서관근처
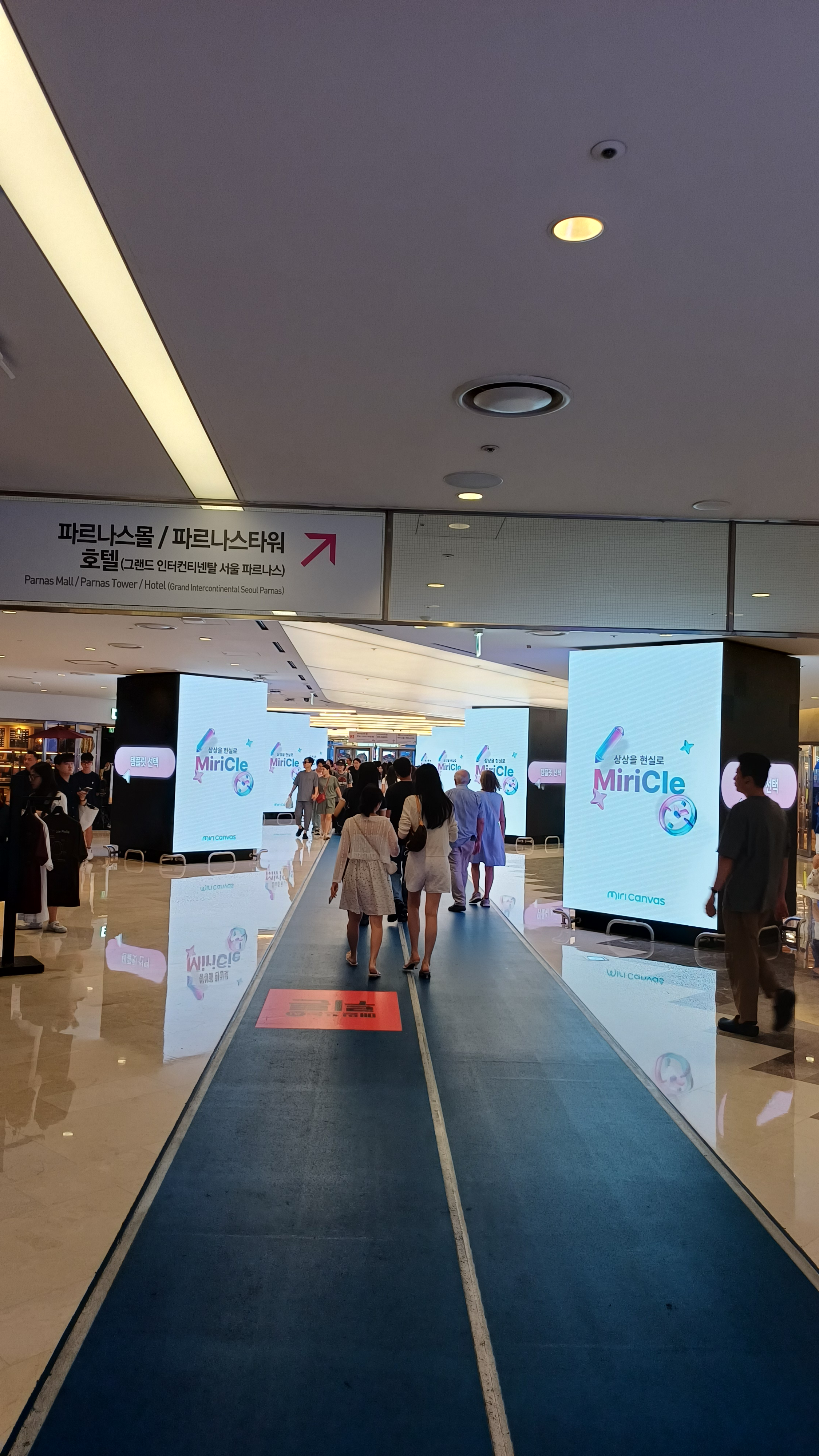
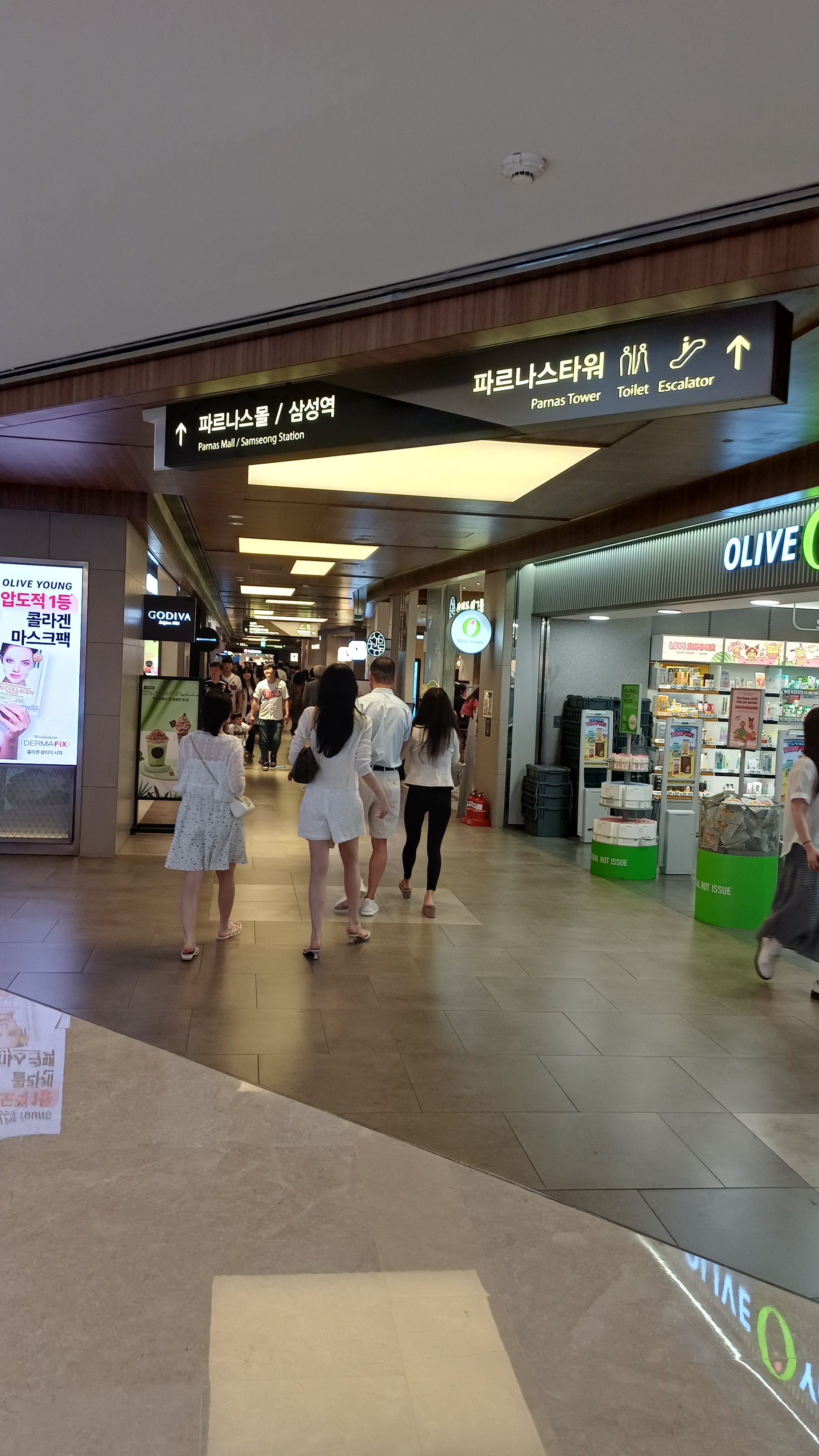

## 같이 보기
- 코엑스
- 한국종합무역센터
- 서울코엑스컨벤션센터